# Cerro Pelado (Rivera)
Cerro Pelado ist eine Ortschaft in Uruguay.

## Geographie
Sie befindet sich im Sektor 6 des Departamento Rivera. Dort liegt sie nordnordwestlich von Amarillo, westlich von Lapuente, nordöstlich von Minas de Corrales und südwestlich des Ortes Cerros de la Calera.

## Infrastruktur
Cerro Pelado liegt an der Ruta 27.

## Einwohner
Cerro Pelado hatte bei der Volkszählung im Jahr 2011 128 Einwohner, davon 63 männliche und 65 weibliche.
| Jahr | Einwohner |
| ---- | --------- |
| 1985 | -         |
| 1996 | 119       |
| 2004 | 143       |
| 2011 | 128       |

Quelle: Instituto Nacional de Estadística de Uruguay